# Hagstofa Íslands (Islandia)
La Oficina de Estadísticas de Islandia (en islandés: Hagstofa Íslands, en inglés: Statistics Iceland) o simplemente Estadísticas de Islandia es el instituto islandés oficial encargado de proporcionar estadísticas del país. Fue fundado en 1914 y se convirtió en una agencia gubernamental independiente el 1 de enero de 2008. Su sede se encuentra en Reikiavik.
Su campo de trabajo se divide en cuatro áreas: estadísticas económicas, sociales, empresariales y recursos. Algunas de los datos más representativos que provee son el índice de precios al consumo, el crecimiento económico, la demografía o la esperanza de vida. Su director general es Ólafur Hjálmarsson.
En el ámbito internacional, coopera con organismos como la OCDE, Eurostat o la Comisión de Estadística de las Naciones Unidas.